# Караколь (Павлодарский район)
Караколь (каз. Қаракөл) — село в Павлодарском районе Павлодарской области Казахстана. Входит в состав Чернорецкого сельского округа. Код КАТО — 556065300.

## Население
В 1999 году население села составляло 310 человек (163 мужчины и 147 женщин). По данным переписи 2009 года, в селе проживало 296 человек (150 мужчин и 146 женщин).